# Лунна походка
Лунната походка е танцова стъпка, демонстрирана за първи път от Бил Бейли, танцьор на степ и усъвършенствана и станала запазена марка на Майкъл Джаксън. Последният я изпълнява за първи път на 25-годишнината на Мотаун по време на песената „Billie Jean“.
Лунната походка създава илюзията, че човек се движи едновременно и напред и назад.

## Как да се научим на лунната походка
Трябва да сте облечени с удобни дрехи и обувки с плоска подметка и да сте на много гладка повърхност.
1. Сложете десния крак зад левия, след това вдигнете десния, така че само предната му част да докосва пода, наречена позиция „L“
2. Плъзнете левия крак назад, като едновременно го поставяте в позиция да докосва само в предната си част пода
3. през това време десният трябва да се спуска надолу, за да може цялото ходило да е в контакт с пода
4. процесът се повтаря като се редуват краката
5. препоръчва се кракът, който се движи назад да е леко свит в коляното